# Waldemar Marszałek
Pour les articles homonymes, voir Marszalek.

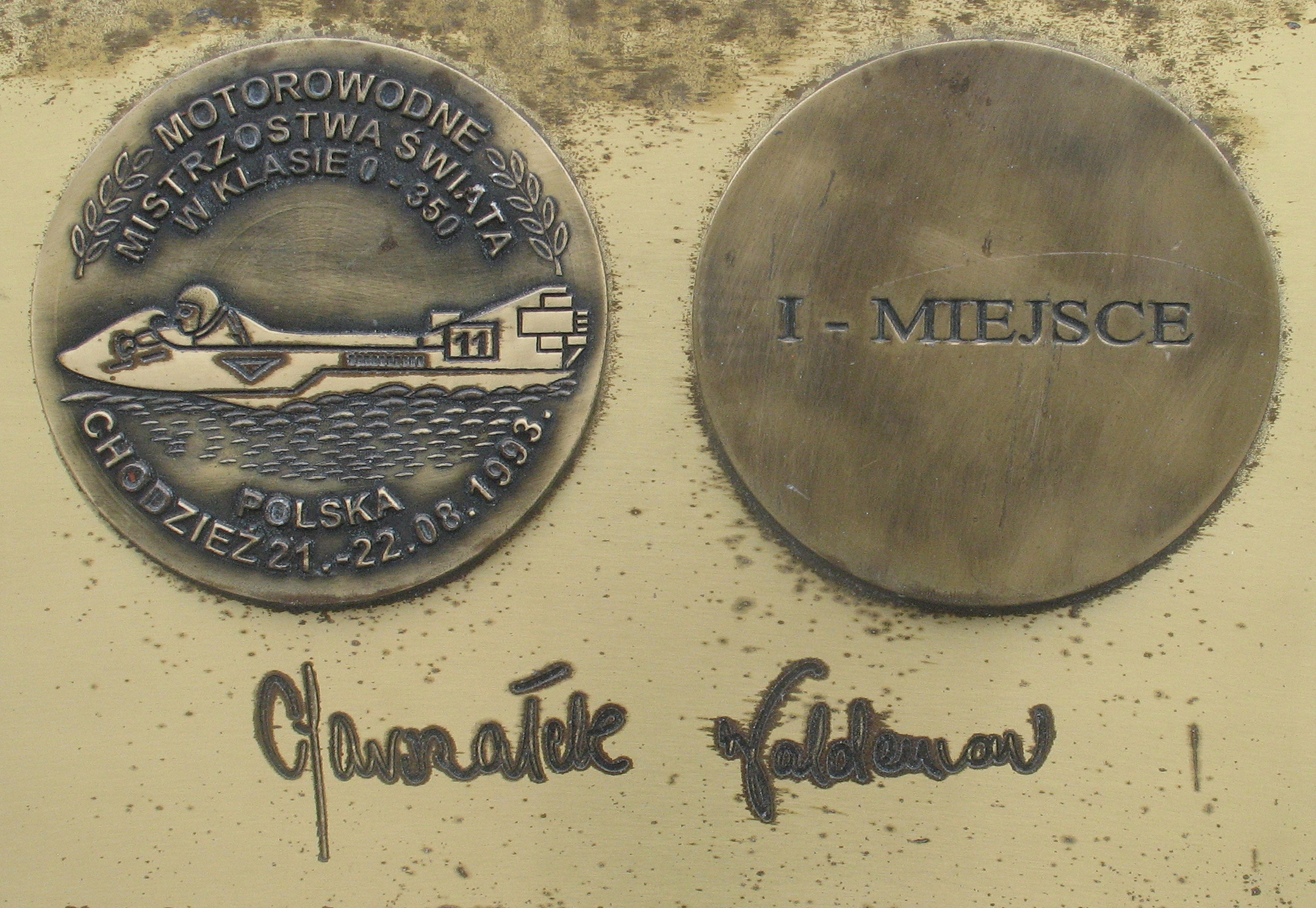
Copie W. Marszałek médaille et autographe Stars Avenue dans le sport Dziwnów.

Waldemar Marszałek, né le 13 avril 1942 à Varsovie et mort le 6 août 2024, est un pilote motonautique polonais, sextuple champion du monde et quadruple champion d'Europe.

## Carrière sportive
Il commence sa carrière en 1959 dans le club de Polonia Varsovie. Il est l'un des motonautistes les plus titrés au monde avec 6 victoires en championnat du monde, 4 en championnat d'Europe et 40 en championnat de Pologne. Il est le premier à avoir gagné le championnat du monde trois fois de suite. Pour cet exploit il est récompensé par la médaille d'or de l'Union internationale motonautique. Néanmoins ses succès lui coûtent cher : au cours de sa carrière il subit fréquemment des accidents graves. Il est notamment victime de mort clinique lors d'une compétition à Berlin en 1982.
En 2005, Waldemar Marszałek devient le président du club Polonia Varsovie.

### Palmarès
Champion du monde :
- 1979 : Poznań classe O-250
- 1980 : Karlskrona classe O-250
- 1981 : Lauffen classe O-250
- 1983 : Boretto classe O-350
- 1989 : Auronzo classe O-250
- 1989 : Chodzież classe 0-350

Champion d'Europe :
- 1981 : Linz  classe O-350
- 1990 : Stewarby  classe O-250
- 1993 : Milan classe O-250
- 1996 : Baia classe O-350

Vainqueur de la Coupe d'Europe :
- 1980
- 1981

Vainqueur de la Coupe du monde :
- 1990

## Carrière politique
En 1998, il est élu conseiller municipal de Varsovie. Il est réélu en 2002, 2006 et 2010.

## Décorations
- Croix d'Officier de l'Ordre Polonia Restituta (Krzyż Oficerski Orderu Odrodzenia Polski) en 1993
- Commandeur de l'Ordre Polonia Restituta (Krzyż Komandorski Orderu Odrodzenia Polski) en 2005